# Lista światowego dziedzictwa UNESCO w Danii
Lista światowego dziedzictwa UNESCO w Danii – lista miejsc w Danii wpisanych na listę światowego dziedzictwa UNESCO, ustanowioną na mocy Konwencji w sprawie ochrony światowego dziedzictwa kulturowego i naturalnego, przyjętą przez UNESCO na 17. sesji w Paryżu 16 listopada 1972 i ratyfikowaną przez Danię 25 lipca 1979 roku.
W 2023 roku na liście znajdowało się 11 obiektów: osiem dziedzictwa kulturowego i trzy o charakterze przyrodniczym.
Na duńskiej liście informacyjnej UNESCO – liście obiektów, które Dania zamierza rozpatrzyć do zgłoszenia do wpisu na listę światowego dziedzictwa − w 2022 znajdowały się cztery obiekty.

## Obiekty na liście światowego dziedzictwa UNESCO
| JellingKatedra w RoskildeZamek KronborgStevns KlintMorze WattoweChristiansfeldKrajobraz polowań par forceNonnebakkenTrelleborgAggersborgFyrkatBorgring Obiekty wpisane na listę światowego dziedzictwa UNESCO | IlulissatKujataaAasivissuit–Nipisat Obiekty wpisane na listę światowego dziedzictwa UNESCO |

Poniższa tabela przedstawia duńskie obiekty na liście światowego dziedzictwa UNESCO:
Nr ref. – numer referencyjny UNESCO;
Obiekt – polskie tłumaczenie nazwy wpisu na liście wraz z jej angielskim oryginałem;
Położenie – miasto, region; współrzędne geograficzne;
Typ – klasyfikacja według Komitetu Światowego Dziedzictwa:
- kulturowe (K),
- przyrodnicze (P),
- kulturowo–przyrodnicze (K,P);

Rok wpisu – roku wpisu na listę i rozszerzenia wpisu;
Opis – krótki opis obiektu wraz z informacjami o jego zagrożeniu.
     Wpisy transgraniczne
     Wpisy na Grenlandii
| Nr ref. | Obiekt | Zdjęcie | Położenie | Typ             | Rok            | Opis |
| ------- | --- | ------- | --- | --------------- | -------------- | --- |
| 697     | Jelling: kurhany, kamienie runiczne i kościół Jelling Mounds, Runic Stones and Church |         | Jelling Dania Południowa 55°45′23″N 9°25′12″E/55,756389 9,420000 | K (iii)         | 1998 2018      | Wpis obejmuje trzy elementy: XII-wieczny kościół w Jelling wraz z dwoma kamieniami runicznymi z X w., które stoją u jego wejścia oraz kurhany. Kurhany i starszy, mniejszy z kamieni stanowią przykład nordyckiej kultury pogańskiej. Kościół i młodszy, większy z kamieni – świadectwo przechodzenia na chrześcijaństwo. |
| 695     | Katedra w Roskilde Roskilde Cathedral |         | Roskilde Zelandia 55°38′33,5″N 12°04′49,0″E/55,642639 12,080278 | K (ii)(iv)      | 1995           | Średniowieczna katedra z XII–XIII w. – pierwsza ceglana katedra gotycka w Skandynawii. Od XV w. miejsce pochówku duńskiej rodziny królewskiej. |
| 696     | Zamek Kronborg Kronborg Castle |         | Helsingør Zelandia 56°02′19,0″N 12°37′19,0″E/56,038611 12,621944 | K (iv)          | 2000           | XVI-wieczny zamek królewski Kronborg w Helsingør nad cieśniną Sund oddzielającą Danię od Szwecji. Znany jako zamek Elsynor, miejsce akcji szekspirowskiego dramatu Hamlet. |
| 1149    | Ilulissat Ilulissat Icefjord |         | Grenlandia 69°08′00″N 49°30′00″W/69,133333 -49,500000 | P (vii)(viii)   | 2004           | Fiord na zachodnim wybrzeżu Grenlandii, do którego spływa jeden z najaktywniejszych lodowców na świecie Sermeq Kujalleq. |
| 1416    | Stevns Klint |         | Zelandia 55°16′45,1″N 12°26′47,1″E/55,279197 12,446430 | P (viii)        | 2014           | Klif o długości 15 km, wznoszący się na wysokość 40 m, eksponuje granicę K-T, odznaczającą się skokowym spadkiem bioróżnorodności i anomalną zawartością irydu – ślad wielkiego wymierania. |
| 1314    | Morze Wattowe Wadden Sea |         | Dania Południowa 55°13′58,6″N 8°33′59,7″E/55,232936 8,566589 | P (viii)(ix)(x) | 2009 2011 2014 | Wpis wraz z Holandią i Niemcami. Uważany za największy na świecie akwen wattowy. Jeden z ostatnich naturalnych dużych ekosystemów ukształtowanych w warunkach morskich przypływów i odpływów. Występuje tu wiele gatunków roślin i zwierząt, w tym m.in. foka pospolita, foka szara i morświn zwyczajny.                  |
| 1468    | Christiansfeld, przykład miasta założonego przez braci morawskich Christiansfeld, a Moravian Church Settlement                                                                                               |         | Dania Południowa 55°21′20″N 9°28′53″E/55,355556 9,481389 | K (iii)(iv)     | 2015           | Miasto o jednorodnej zabudowie jest przykładem założeń planistycznych zrealizowanych przez braci morawskich, powstało w 1773 roku zgodnie z modelem urbanistyki protestanckiej, wokół centralnie położonego placu kościelnego.                                                                                            |
| 1469    | Krajobraz polowań par force w północnej Zelandii The par force hunting landscape in North Zealand |         | Region Stołeczny 55°54′49″N 12°21′28″E/55,913611 12,357778 | K (ii)(iv)      | 2015           | Krajobraz kulturowy ok. 30 km na północ od Kopenhagi, obejmujący trzy odrębne tereny leśne: Store Dyrehave, Gribskov i park myśliwski Jaegersborg Hegn, przeznaczone do polowań królewskich par force przy użyciu psów do nagonki i koni do pogoni.                                                                       |
| 1536    | Kujataa – krajobraz rolniczy na terenach zamieszkałych przez ludność pochodzenia europejskiego i Inuitów, na skraju wiecznej zmarzliny Kujataa Greenland: Norse and Inuit Farming at the Edge of the Ice Cap |         | Grenlandia 61°09′52″N 45°35′53″W/61,164444 -45,598056 | K (v)           | 2017           | Kujaata – subarktyczna kraina rolnicza – obejmuje świadectwa kultury nordyckich i myśliwych i zbieraczy, którzy przybyli z Islandii w X wieku oraz nordyckich i innuickich społeczności rolniczych oraz innuickich myśliwych. Obszar, gdzie najwcześniej w Arktyce zaczęto rozwijać rolnictwo.                            |
| 1557    | Aasivissuit–Nipisat – tereny polowań Innuitów między lodem a morzem Aasivissuit – Nipisat. Inuit Hunting Ground between Ice and Sea                                                                          |         | Grenlandia 67°03′50,2″N 51°25′59,5″W/67,063931 -51,433206 | K (v)           | 2018           | Tereny łowieckie Innuitów za północnym kołem podbiegunowym w środkowej części zachodniej Grenlandii, na których znajdują się świadectwa bytności człowieka przez 4200 lat. |
| 1660    | Warownie pierścieniowe z epoki wikingów Viking-Age Ring Fortresses |         | Jutlandia Środkowa 56°59′43″N 9°15′17″E/56,995278 9,254722 Zelandia (region) 55°28′10″N 12°07′20″E/55,469444 12,122222 Jutlandia Północna 56°37′23″N 9°46′13″E/56,623056 9,770278 Dania Południowa 55°23′32″N 10°23′18″E/55,392222 10,388333 Zelandia (region) 55°23′39″N 11°15′55″E/55,394167 11,265278 | K (iv)          | 2018           | Pięć fortec wikingów na planie koła: Aggersborg, Borgring, Fyrkat, Nonnebakken i Trelleborg. |

## Obiekty na duńskiej liście informacyjnej UNESCO
Poniższa tabela przedstawia obiekty na duńskiej liście informacyjnej UNESCO:
Nr ref. – numer referencyjny UNESCO;
Obiekt – polska nazwa obiektu wraz z jej oryginałem na duńskiej liście informacyjnej UNESCO;
Położenie – miasto, region; współrzędne geograficzne;
Typ – klasyfikacja według zgłoszenia:
- kulturowe (K),
- przyrodnicze (P),
- kulturowo–przyrodnicze (K,P);

Rok wpisu – roku wpisu na listę informacyjną;
Opis – krótki opis obiektu wraz z informacjami o jego zagrożeniu.
     Wpisy transgraniczne
| Nr ref. | Obiekt | Zdjęcie | Położenie                                                                     | Typ                | Rok  | Opis |
| ------- | --- | ------- | ----------------------------------------------------------------------------- | ------------------ | ---- | --- |
| 179     | Amalienborg i jego dzielnica Amalienborg and its district |         | Kopenhaga 55°41′02,5″N 12°35′36,0″E/55,684028 12,593333                       | K (i)(ii)(iv)      | 1993 | XVIII-wieczny zespół pałacowy Amalienborg składa się z czterech prawie identycznych pałaców projektu Nielsa Eigtveda (1701–1754) – rezydencji duńskich monarchów i duńskiej rodziny królewskiej. |
| 5474    | Krajobraz molerowy Limfjordu Moler landscapes of the Liim Fiord |         | Jutlandia Północna Jutlandia Środkowa 56°56′00″N 9°04′00″E/56,933333 9,066667 | P (viii)(ix)       | 2010 | Obszar występowania moleru, rzadkiej gliniastej ziemi okrzemkowej, z pokładami do 60 m grubości. Występują tu liczne skamieniałości.                                                             |
| 6375    | Morskie dziedzictwo starego miasta i portu Dragør The Maritime Heritage of Dragør Old Town and Harbour - A ‘skipper-town’ from the era of the great tall ships in the 18th and 19th centuries |         | Region Stołeczny (Dania) 55°35′00,0″N 12°40′00,0″E/55,583333 12,666667        | K (ii)(iii)(iv)(v) | 2019 | Przykład miasta i portu z XVIII–XIX w. przyjmującego wielkie żaglowce. |